# Hulk (2003.)
Hulk je američka akcijska fantazija iz 2003. godine koju je režirao Ang Lee. Film je nastao na temelju super junaka, Marvelovih serijala stripova, Hulka. Glavne uloge u filmu tumače Eric Bana, Jennifer Connelly, Sam Elliott, Josh Lucas i Nick Nolte.

## Radnja
Nezgoda tijekom eksperimenta daje genetičaru Bruceu Banneru neviđenu moć. Kad god se Bruce Banner nađe pod stresom pretvara se u ogromnog zelenog snagatora.

## Glavne uloge
- Eric Bana kao Bruce Banner
- Jennifer Connolly kao Betty Ross
- Sam Elliott kao Ross, otac Betty Ross
- Josh Lucas kao Talbot
- Nick Nolte kao David Banner, otac Brucea Bannera
- Paul Kersey kao mladi David Banner
- Cara Buono kao Edith Banner
- Todd Tesen kao mladi Ross

## Sporedne uloge
- Kevin Rankin kao Harper
- Celia Weston kao gđa.Krensler
- Mike Erwin kao tinejdžer Bruce Banner
- Lou Ferrigno kao zaštitar1
- Stan Lee kao zaštitar2
- Regi Davis kao zaštitar3
- Craig Damon kao zaštitar4
- Geoffrey Scott kao predsjednik
- Regina McKee Redwing kao savjetnica za Nacionalnu Sigurnost
- Daniel Dae Kim kao Aide
- Daniella Kuhn kao Edithina prijateljica
- Michael Kronenberg kao Bruce Banner kad je bio dijete
- David Kronenberg kao Bruce Banner kad je bio dijete
- Rhiannon Leigh Wryn kao Betty Rose kad je bila dijete
- Lou Richards kao pedijatar
- Jenn Gotzon kao konobarica(Jenn Gotzon)
- Louanne Kelley kao doktor
- Toni Kallen kao medicinska sestra
- Paul H. Kim kao časnik (Paul Hansen Kim)
- John Littlefield kao NCO osiguranja
- Lorenzo Callender kao vojnik 1
- Todd Lee Coralli kao vojnik 2
- Johnny Kastl kao vojnik 3
- Eric Ware kao vojnik 4
- Jesse Corti kao pukovnik 1
- Rob Swanson kao pukovnik 2
- Mark Atteberry kao tehničar 1
- Eva Burkley kao tehničar 2
- Rondda Holeman kao tehničar 3
- John Maraffi kao tehničar 4(kao A.Maraffi)
- Michael Papajohn kao tehničar 5
- David St. Pierre kao tehničar 6
- Boni Yanagisawa kao tehničar 7
- David Sutherland kao zapovjednik tenka
- Sean Mahon kao pilot Comanchea 1
- Brett Thacher kao pilot Comanchea 2
- Kirk B.R. Woller kao pilot Comanchea 3
- Randy Neville kao pilot zrakoplova FF-2
- John Prosky kao tehničar Atheona
- Amir Faraj kao dječak
- Ricardo Aguilar kao dječakov otac
- Victor Rivers kao član paravojne formacije
- Lyndon Karp kao Davey
- Andy Arness kao vojnik 5
- Rory J. Aylward kao zapovjednik tenka 2

## Nagrade i drugi uspjesi
Film "Hulk" je imao 9 nominacija od kojih je osvojio i jednu nagradu!
- Nagrada Saturn (2004): najbolja ženska uloga - Jennifer Connelly (nominacija)
- Nagrada Saturn (2004): za najbolju filmsku glazbu - Danny Elfman (nominacija)
- Nagrada Saturn (2004): za najbolji znanstveno-fantastični film (nominacija)
- Nagrada Saturn (2004): za najbolje specijalne efekte - Dennis Muren, Edward Hirsh, Colin Brady, Michael Lantieri (nominacija)
- Cinescape Genre Face of the Future Award (2003): Eric Bana (nominacija)
- BMI Film Music Award (2004): Danny Elfman (nominacija i nagrada)
- VES Award (2004): za najbolji pojedinačni vizualni efekt godine na svim medijima - Dennis Muren, Scott Benza, Michael Di Como, Wilson Tang (nominacija)
- VES Award (2004): za izvanredni animirani lik na filmu - Scott Benza, Jamy Wheless, Kevin Martel, Aaron Ferguson (nominacija)
- VES Award (2004): Brett Northcutt, Joshua Ong (nominacija)

## Glazba iz filma
1. Main Titles
2. Prologue
3. Betty's Dream
4. Bruce's Memories
5. Captured
6. Dad's Visit
7. Hulk Out!
8. Father Knows Best
9. Making Me Angry
10. Gentle Giant
11. Hounds Of Hell
12. Truth Revealed, The
13. Hulk's Freedom
14. Man Again, A
15. Lake Battle, The
16. Aftermath, The
17. Phone Call, The
18. End Credits
19. Set Me Free - Scott Weiland/Slash/Duff McKagan/Matt Sorum/Dave Kushner

## Vanjske poveznice
- Hulk na Marvel.com
- Službena stranica  Arhivirana inačica izvorne stranice od 11. lipnja 2007. (Wayback Machine)
- Hulk u internetskoj bazi filmova IMDb-a
- Hulk na Rotten Tomatoes
- Hulk na Box Office Mojo